# مايكو (غيشا)

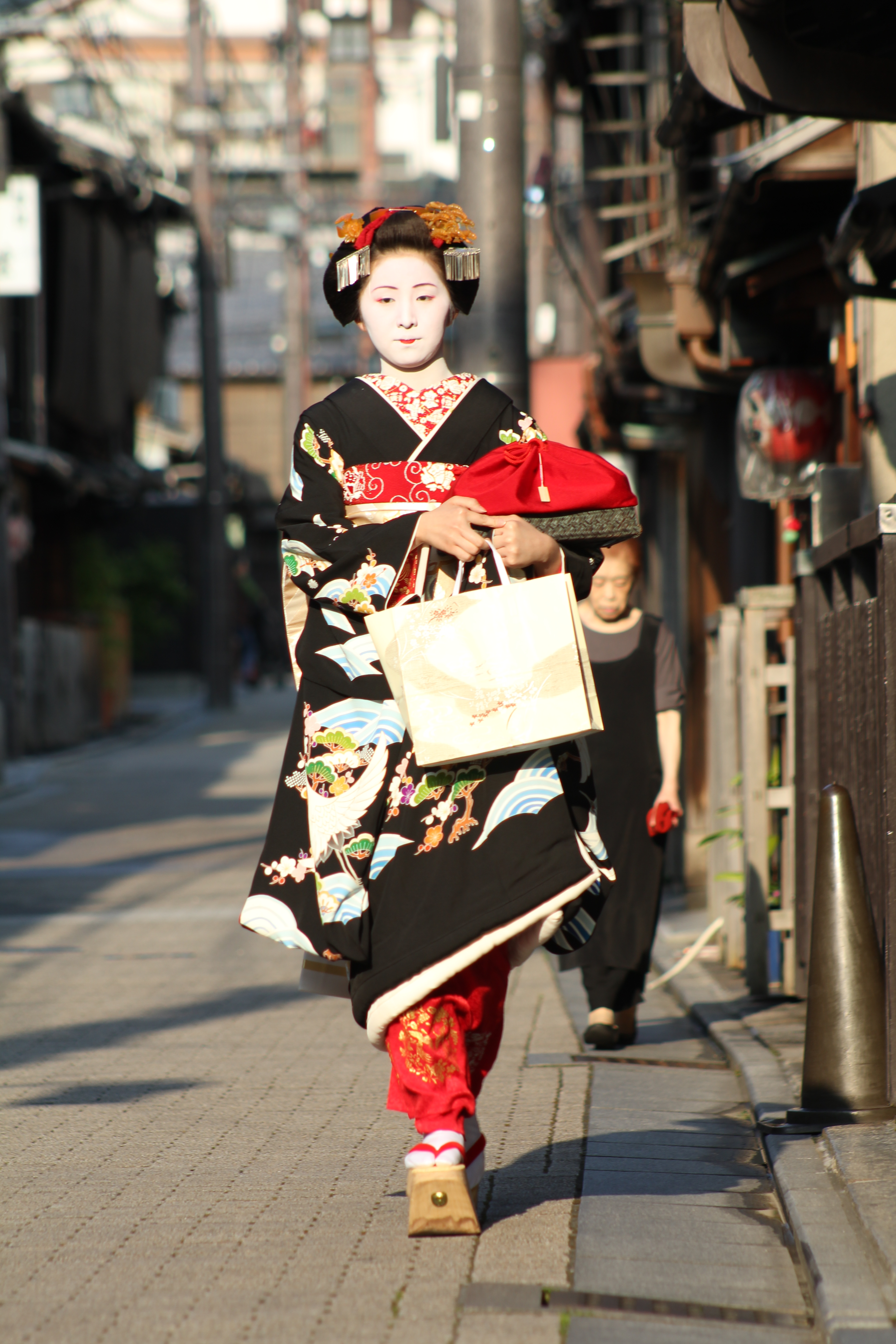
الميسيداشي، هو يوم تصبح فيه الفتاة مايكو. لاحظ اثنتين من الكانزشي تتدلى على جانبي تصفيفة شعرها.

المايكو (舞妓 Maiko؟) هي جيشا متدربة في اليابان وفي منطقة كيوتو. تتكون وظائفها على أداء الأغاني والرقصات، والعزف على آلة الشاميسن أو غيرها من الآلات الموسيقية التقليدية للزوار خلال اجتماعات
أوزاشيكي. وفتيات المايكو هن عادة الفتيات اللاتي تتراوح أعمارهن بين 15 إلى 20 عاما وأصبحن غيشا بعد تعلم كيفية رقص الرقصات التقليدية، والعزف بآلة الشاميسن، ويتعلمن كيو-كوتوبا (لهجة كيوتو)، بغض النظر عن أصولهن.

## أصل التسمية
المايكو هي فتاة متدربة لدى الغيشا، وكلمة مايكو تنقسم إلى قسمين؛ الأول ماي "Mai" التي تعني الرقص و كو "Ko" التي تعني الطفل، أي الطفل الراقص. ويستمر تدريب المايكو لمدة خمس سنوات بينما تتعلم الفنون التقليدية وفنون الغي "gei".

## التدريب
تكرّس السنة الأولى للمايكو بالكامل للتعلم، وهي لا تبدأ العمل حتى السنة الثانية في منزل الشاي الذي تخدمه. وفي الصباح، تأخذ المايكو دروسًا لتحسين مستواها وتعمل في المساء، من الساعة 6 مساءًا وحتى منتصف الليل.
عادة ما يكون للمايكو خيار تناول الطعام في المطاعم أو الإقامة في الفنادق ذات الطراز الياباني. ويؤدِّين رقصات من البويو، يغنين، ويعزفن على آلة الشاميسن ويسقين الساكي للزوار. أما في الآونة الأخيرة، فقد توسعت أنشطتهن لتشمل زيارات إلى دور رعاية المسنين أو المستشفيات. كما يتم إرسال بعضهن إلى الخارج أيضا.

## الأصل
كانت المايكو في الأصل نساء يقدمن الشاي الأخضر والدانغو (زلابية يابانية مصنوعة من دقيق الأرز) في بيوت الشاي للأشخاص الذين يزورون معبدي كيتانو تانمنغو أو ياساكا (مزاران مشهوران في كيوتو) في بلدة المعبدين حوالي 300 سنين مضت.

## المظهر

### تسريحة الشعر
خلال مسيرتهم المهنية، ترتدي المايكو أنواعًا مختلفة من قصّات الشعر نيهونغامي (تسريحات الشعر التقليدية اليابانية) وفقًا للرتبة والشَكْلِية والمناسبة. تُزَيِّنَّ تسريحات الشعر الخاصة بهن بالكانزاشِي الموسمية (حُلي تقليدية للشعر). وعلى عكس الغيشا، تستخدم المايكو شعرها وليس الشعر المستعار. حيث تذهب إلى مصفف الشعر نيهونغامي مرة واحدة في الأسبوع، وهذا يعني أن عليها النوم على التكاماكورا (كتلة خشبية مع وسادة) من أجل الحفاظ عليها.
- واريشينوبو (Wareshinobu 割れしのぶ): يتم تصفيف تسريحة الواريشينوبو من قبل المايكو الأصغر سنا للسنتين أو الثلاث الأولى.
- اوفوكو (Ofuku おふく): هي تصفيفة الشعر الاعتيادية للمايكو الأكبر سناً.
- ياكُّو شيمادا (Yakko Shimada奴島田): ترتديها المايكو الأكبر سناً ليوم شيجيوشيكي (بداية العام)، وهاساكو (عيد الشكر الصيفي في غيون كوبو فقط)، وعند أداء حفل الشاي في الأودوري.
- كاتسوياما (Katsuyama 勝山): تُلبس الكاتسوياما من قبل كل المايكو الأكبر سناً خلال مهرجان غيون.
- الساكُّه (Sakkō 先笄): هي آخر تسريحة شعر تلبسها المايكو قبل أن تصبح غيشا (غايكو) بالمعنى الكامل، وتلبس لمدة أسبوعين قبل مرلسم الإيريكاإيه-Erikae. وهي الأكثر تفصيلا وتكلفة من بين جميع قصات الشعر.

### اللباس
- هيكيزوري (引きずり): ترتدي المايكو كيمونو خاصاً يسمى الهيكيزوري. يصل طوله عادة إلى 200 سم، مع وجود حافة مبطنة مُثقّلة، لتنزلق بشكل جميل على الأرض. عندما تكون المايكو بالخارج تحمل الهيكيزوري بيديها أو تربطه في مكان بحيث لا يلمس الأرض. وتكون أكمامه طويلة مثل تلك التي على الفورسوده، كما يتنوع في الألوان ويزين الهيكيزوري بالزخارف والأنماط الموسمية. أما في المناسبات الرسمية، فترتديه المايكو باللون الأسود مع خمس من شعارات الأوكِيا.
- داراري أُوبي (だらり帯): هو عبارة عن أوبي بطول 6 إلى 7 أمتار يُلبس حصريا من طرف المايكو. وبسبب طوله ووزنه، فهو بحاجة إلى أتوكوشي-سان (مُلْبِس ذكر) يساعد في ارتدائه وربطه. وفي نهايته يكون هناك شعار منزل الأُوكِيا الذي تنتمي إليه المايكو، أما في المناسبات الرسمية، فترتديه بلون ذهبي.

## معرض صور

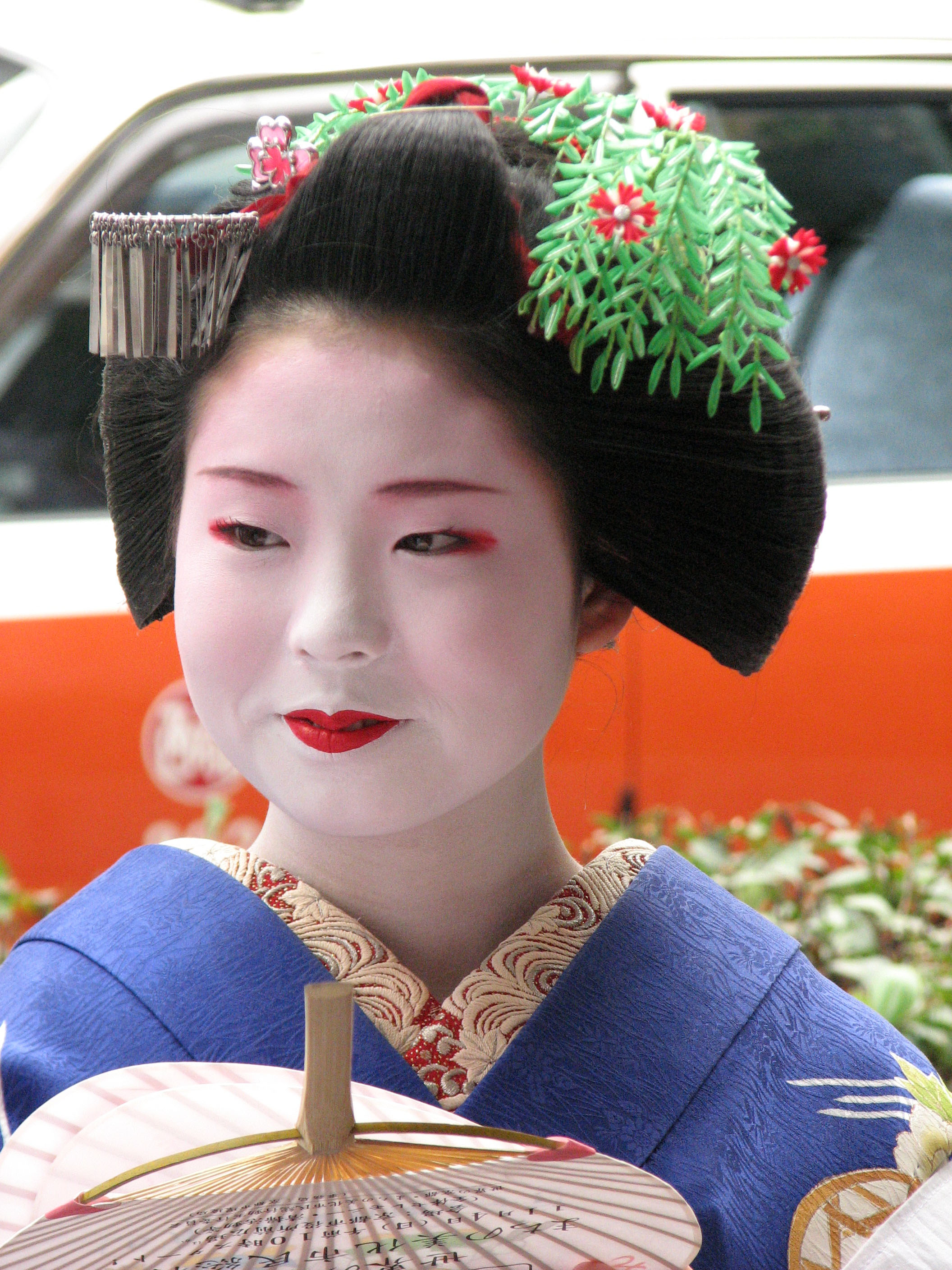
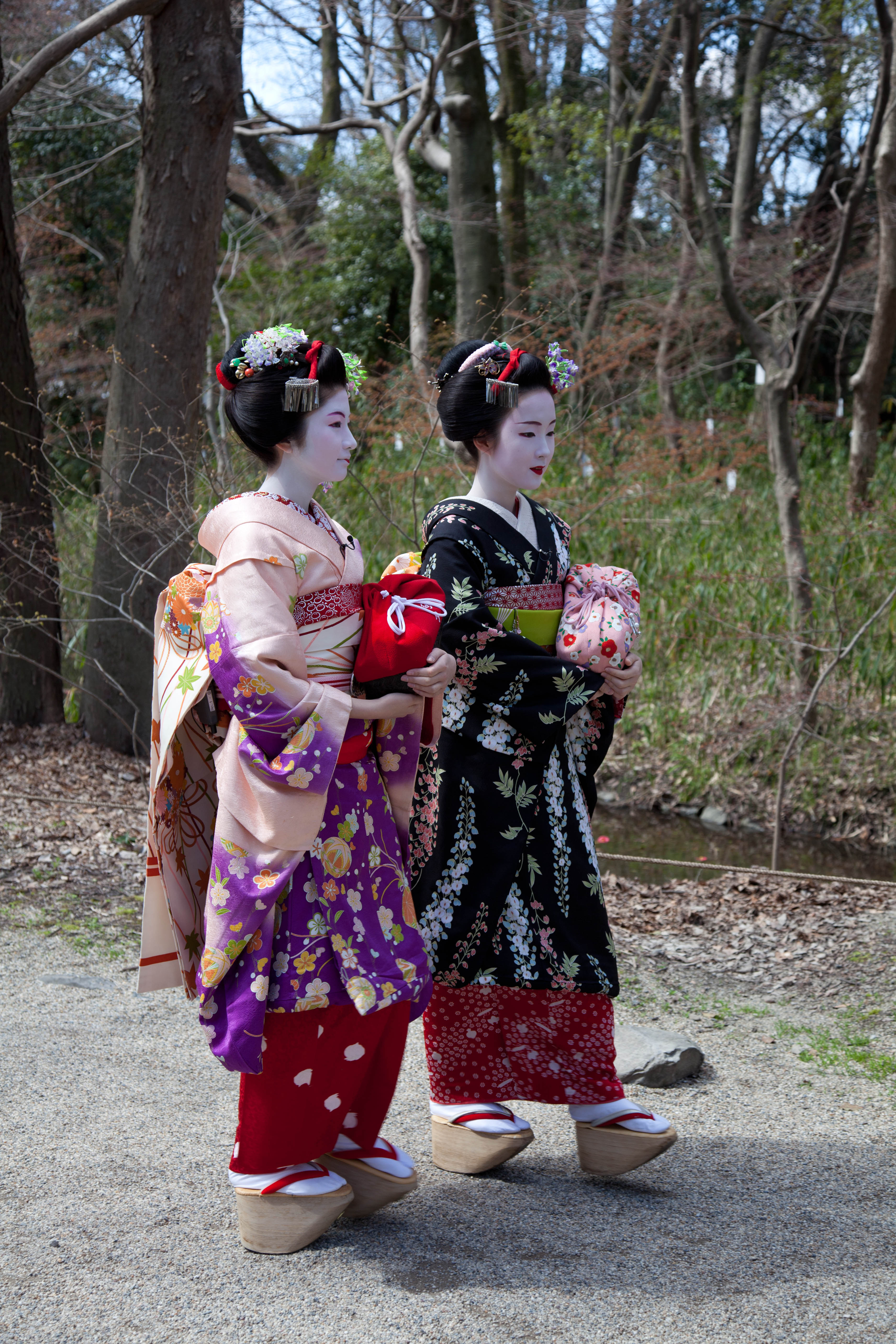
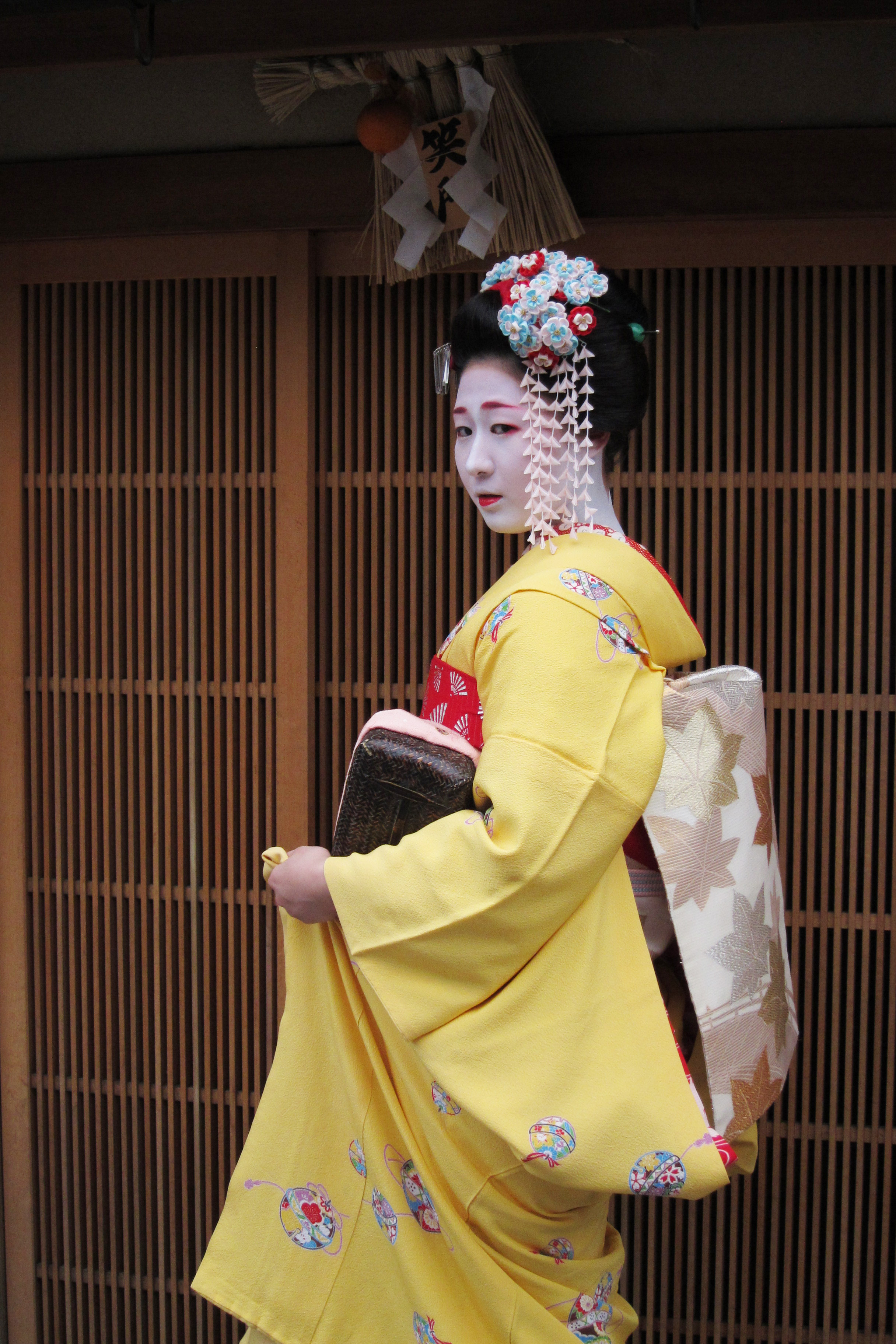

## قائمة المراجع
1. ↑  Liza Dalby (2008). Geisha: 25th Anniversary Edition, Updated with a New Preface (بالإنكليزية). University of California Press.{{استشهاد بكتاب}}:  صيانة الاستشهاد: لغة غير مدعومة (link)